# Костёл и коллегиум иезуитов (Новогрудок)
Костёл Непоро́чного Зача́тия Пресвято́й Де́вы Мари́и, святы́х Ио́сифа и Стани́слава Ко́стки и колле́гиум иезуи́тов или Новогру́дский иезуи́тский костёл и колле́гиум — (бел. Касцёл Беззаганнага Зачацця Найсвяцейшай Дзевы Марыі, Святых Язэпа і Станіслава Косткі) — утраченный памятник белорусского культового зодчества, католический храм и монастырь с высшей школой в городе Новогрудок, Гродненская область, Белоруссия. Здание монастыря существовало до начала XX века. Коллегиум занимал участок, тянувшийся от центральной рыночной площади («Рынка») на восток, между улицей Троицкой с юга и улицей Ковальской с севера. Церковь Непорочного Зачатия Пресвятой Девы Марии, святых Иосифа и Станислава Костки, принадлежавшая монастырю ордена иезуитов, возникла на центральной площади города в 1702 году. Это было здание в стиле позднего барокко с двумя башнями.

## История

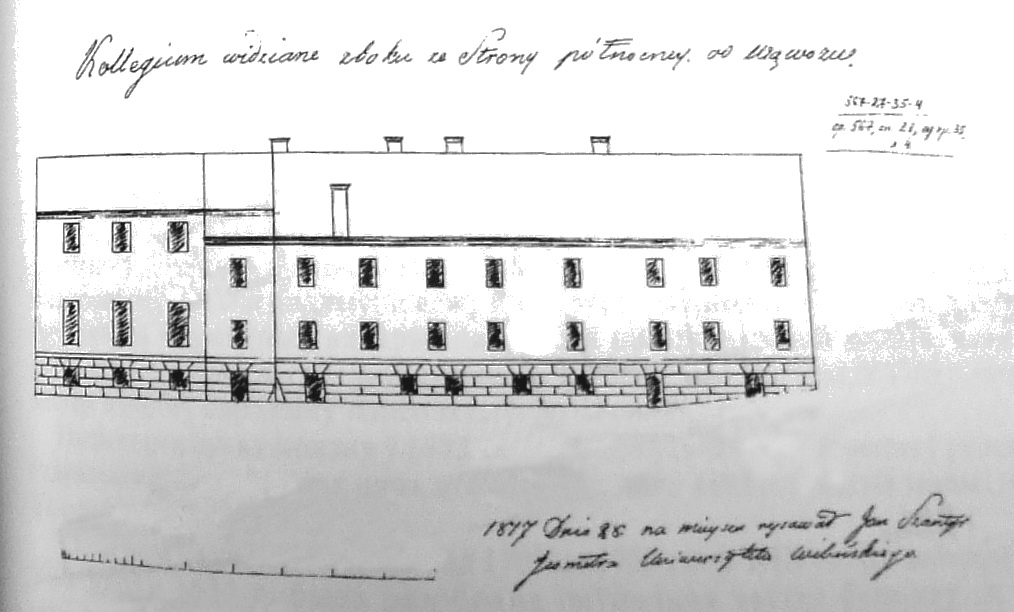
Иезуитский коллегиум в Новогрудке, изображение здания с противоположной стороны, эта часть фасада находилась на краю холма.

Долгое время в Новогрудке действовали несвижские иезуиты, боровшиеся против протестантизма в Великом княжестве Литовском (лютеранства, кальвинизма и арианства), который распространился в конце XVI века. Финансовую поддержку монахам оказывали хорунжий Новогрудка Ежи Головня и шляхтич Ян Мошинский. Около 1626 года Ян Мошинский купил участок и построил деревянный дом и костёл. Оттуда иезуиты начали действовать в Новогрудке на постоянной основе. В 1612 году иезуиты создали свою миссию в городе. В 1631 году создали на этом месте свою резиденцию, а в 1644 году настоятель новогрудский, каноник виленский Мартин Градовский дал щедрое пожертвование на постройку каменной школы, так был открыт коллегиум. Строящийся комплекс зданий сгорел в результате войны (1654—1667 гг.). Настоятель иезуитского монастыря Юрий Рафалович (пол. Jerzy Rafałowicz) был убит у дверей костёла, а его заместитель отец Андрей Кавечинский был взят в плен 6 августа 1655 года в Новогрудке и пробыл в Сибири 10 лет. В 1657 году по желанию прихожан в коридоре школы была поставлена часовня. Также коридоры и комнаты на этажах были перекрыты каменными сводами. 8 декабря 1662 года глава униатской церкви митрополит Гавриил Коленда передал иезуитам некогда православную икону — Богородицы Совершенной, когда-то охраняемой прелатом виленским Криштофом Прецлавским, она была торжественно перенесена в костёл. Тот же прелат Прецлавский, умирая в 1675 году передал церкви оркестр, для которого рядом с костёлом была построена деревянная башня. В 1676 году была сооружена деревянная столовая и кухня, а также дом для слуг и хозяйственные постройки.

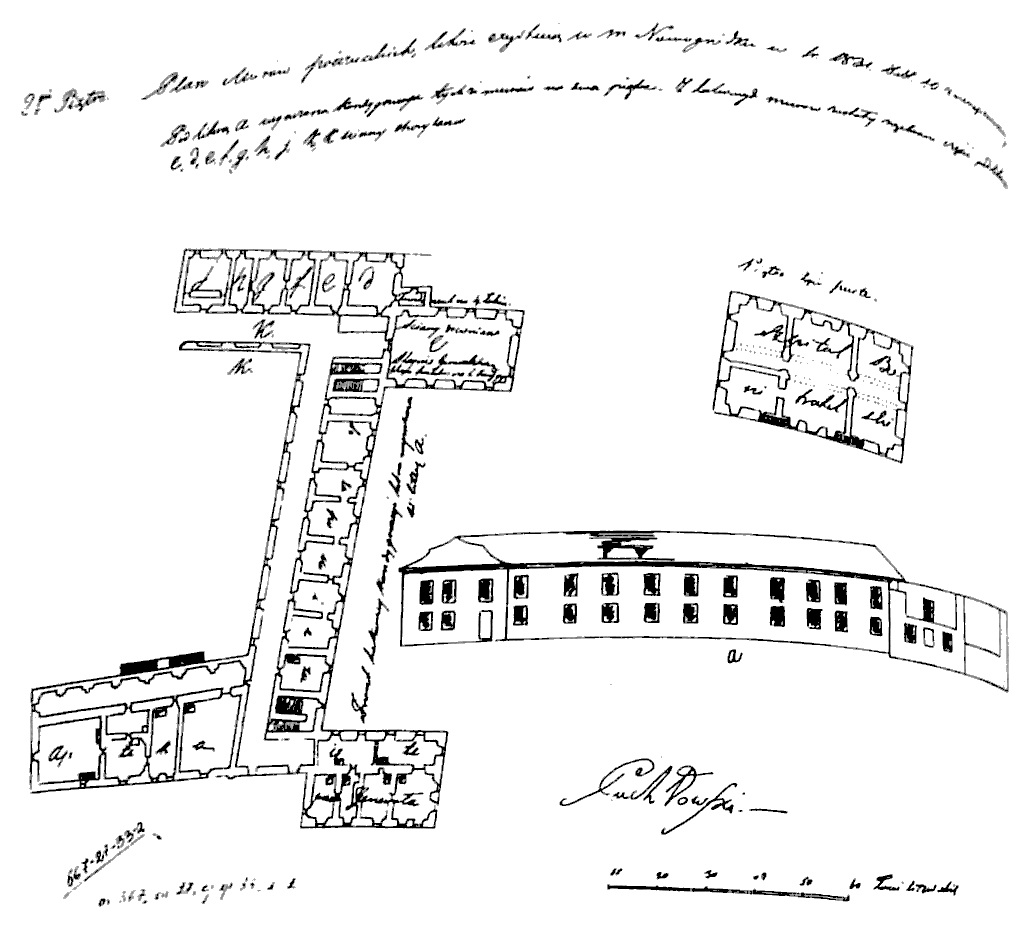
План коллегиума, Новогрудок

После войны (1654—1667 гг.), костёл с коллегиумом пребывали в упадке, пока Богуслав Унеховский, писарь земский Новогрудский и маршалок Литовского трибунала с женой Барбарой из рода Дунинов взялись за финансирование постройки нового каменного костёла. Сначала они дали деньги на кирпичи и заготовление материалов, потом поспособствовали закладке углового камня. Освятил закладку углового камня в костёле Виленский епископ Константин Бжостовский 26 июля 1687 года, костёл был назван храмом Непорочного Зачатия Пресвятой Девы Марии и Св. Барбары. В 1691 году установили две ризницы, далее перенесли из старого костёла икону Богородицы и гробы иезуитов, после чего старый костёл разобрали, так как он мешал строительству нового. В 1697 году законченны стены обеих ризниц. Левая стена костёла была достроена до крыши, в то время как правая была закончена только в 1699 году. В 1700 году умер спонсор проекта Богуслав Унеховский.

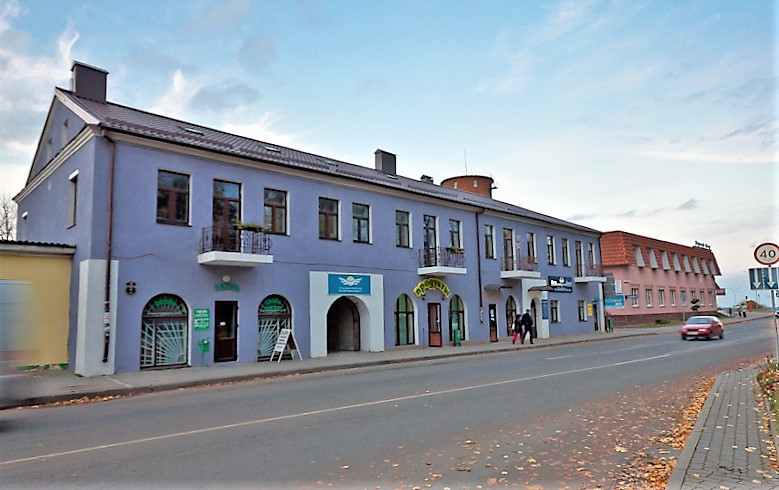
Современный вид на место, где был коллегиум, со стороны улицы Минской, сейчас на этом месте стоит дом 5

В 1702 году благодаря великому князю литовскому и королю польскому Михаилу Корибуту Вишневецкому оплатившему за свой счёт работы, строительство кирпичной церкви было завершено. В 1706 году Потоцкие получили от генерала ордена диплом допущения к заслугам ордена, что побудило их к большей щедрости. Быстро соорудили портик, покрытый белой жестью, достаточно широкий и высокий, ставший украшением города. В том же году закончили отделку фасадов. Построили также погребальную крипту для Конгрегации хорошей смерти, а также крытый мостик из костёла к корпусу коллегиума. В 1707 году за счёт инвесторов сделали красивый амвон. В 1709 году поставили алтари: Христа Воскресшего, Архангела Михаила, Св. Барбары, Св. Казимира. и Св. Иосифа — все позолоченные. В 1712 году башни покрыли жестью. 23 августа 1716 года Виленский епископ Константин Бжостовский освятил костёл (тот же самый епископ почти 30 годами ранее освятил угловой камень). В 1714 году Новогрудская иезуитская резиденция была преобразована в коллегию. Был основан колледж с благородной детской школой-интернатом при храме. В коллегиуме преподавали известные учителя, такие как: Иоганн Эрдман, Йонас Ходзинский и Владислав Балтрами Гиедрайт, Адам Крупский, Томаш Жебровский и другие. В 1751 году огонь снова уничтожил церковь, монастырь и колледж, но всё было восстановлено в течение пяти лет. В XIX веке после закрытия монастыря царские солдаты поселились в здании коллегиума. В XX веке в межвоенный период здесь была гимназия имени А. Мицкевича.
Костёл стоял ещё в 1802 году, когда с его башен сняли колокола и отправили их в Вильну в костёл Святого Казимира. Потом костёл было предписано разобрать, а его кирпичи применили для строительства магазинов и трактиров на рынке.

## Галерея

Старые фото здания, где был коллегиум
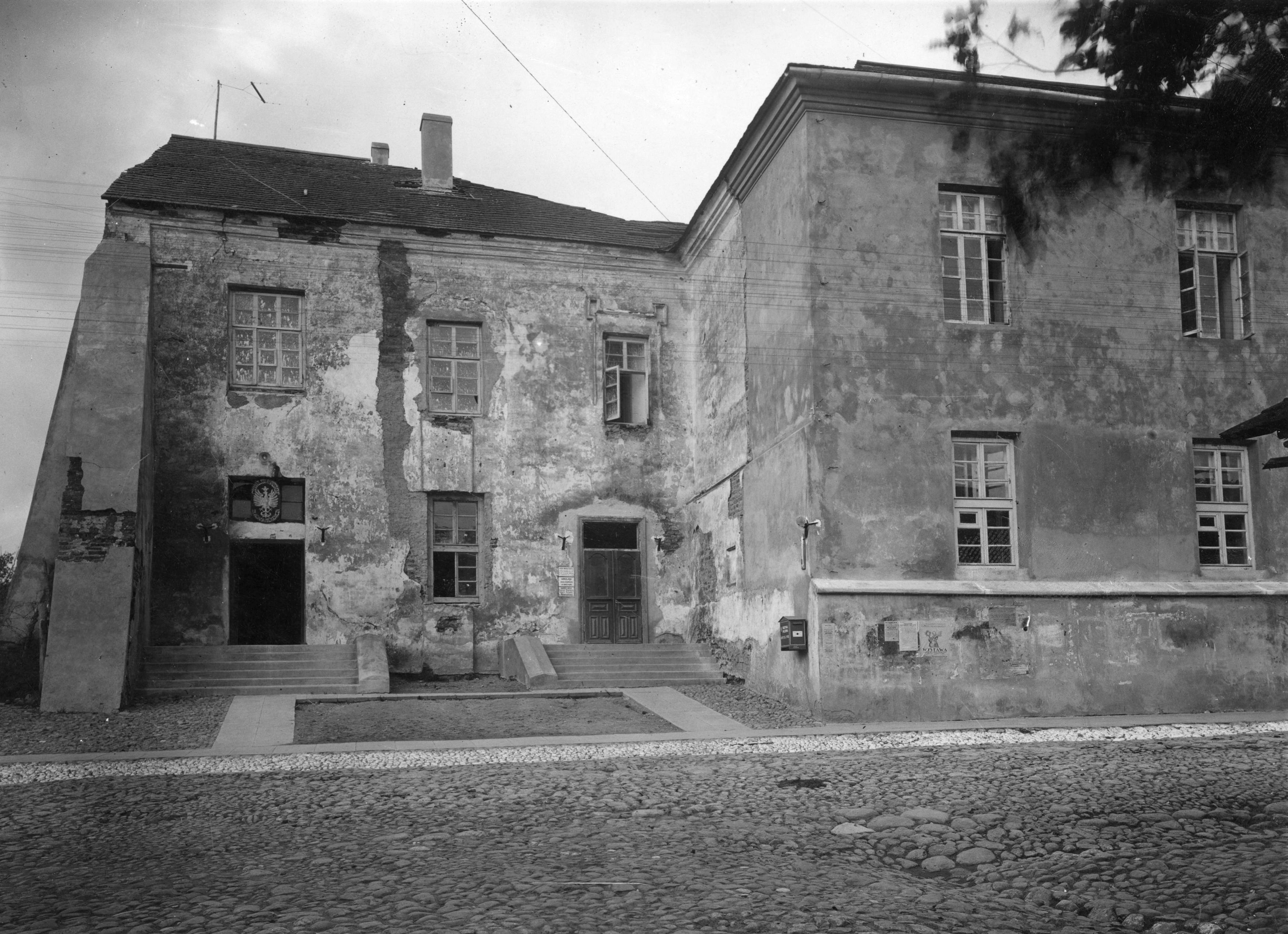
Здание коллегиума иезуитов, в котором располагалась гимназия имени Адама Мицкевича, Новогрудок
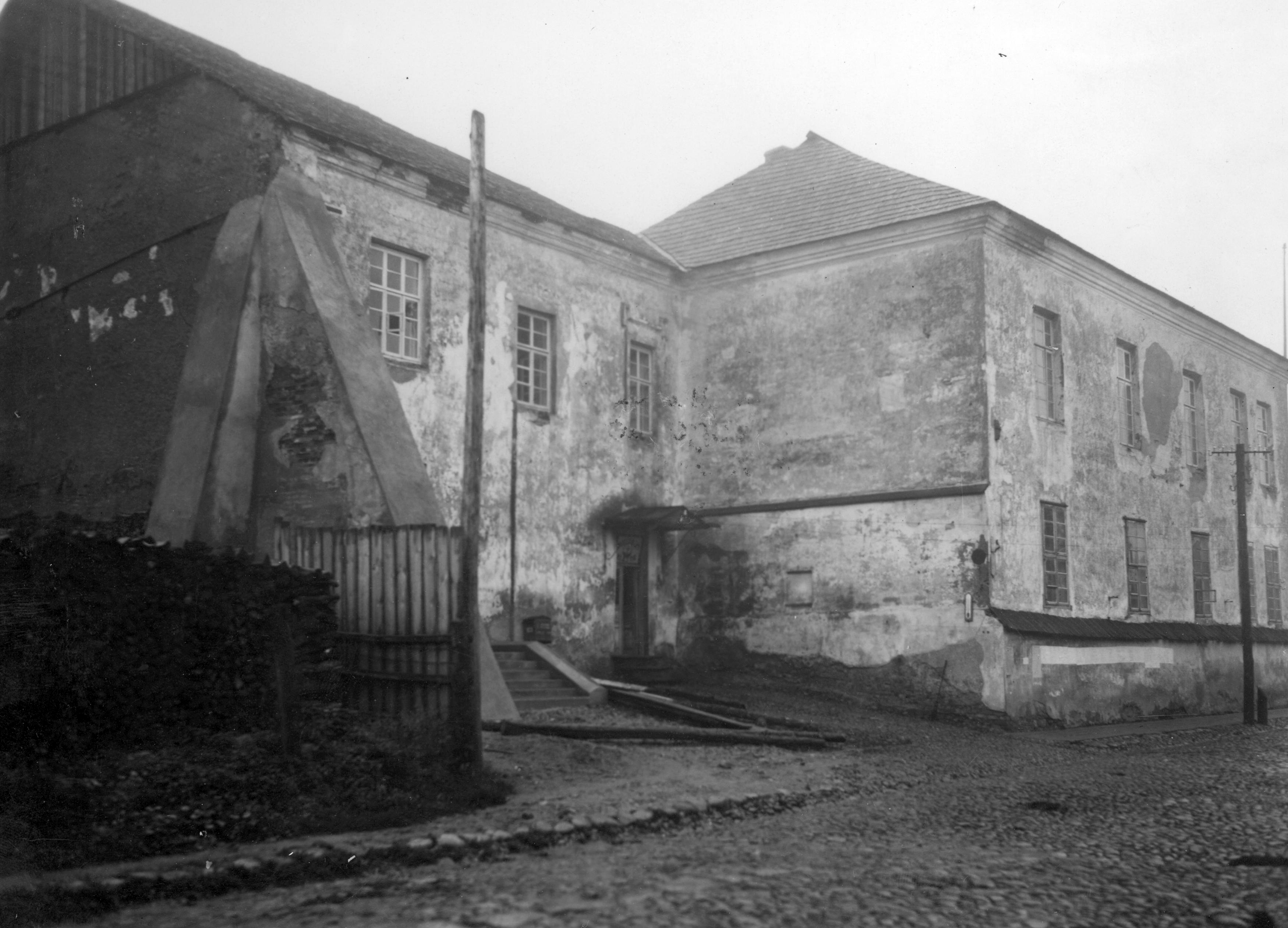
Здание коллегиума иезуитов, в котором располагалась гимназия имени Адама Мицкевича, Новогрудок вид с улицы Минской
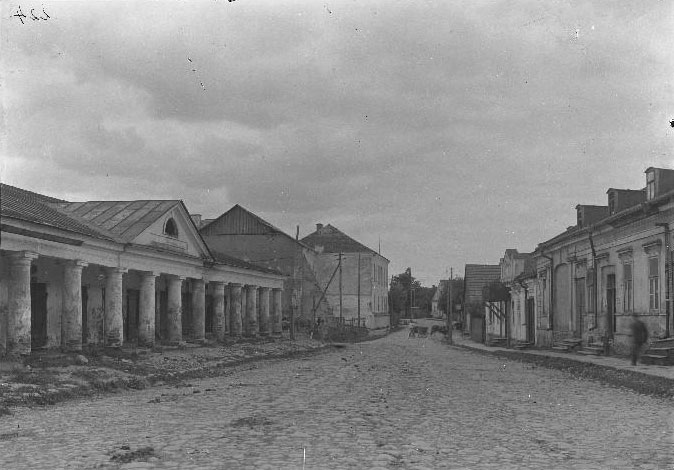
Вид со стороны центральной площади, здание видно слева за рыночными рядами
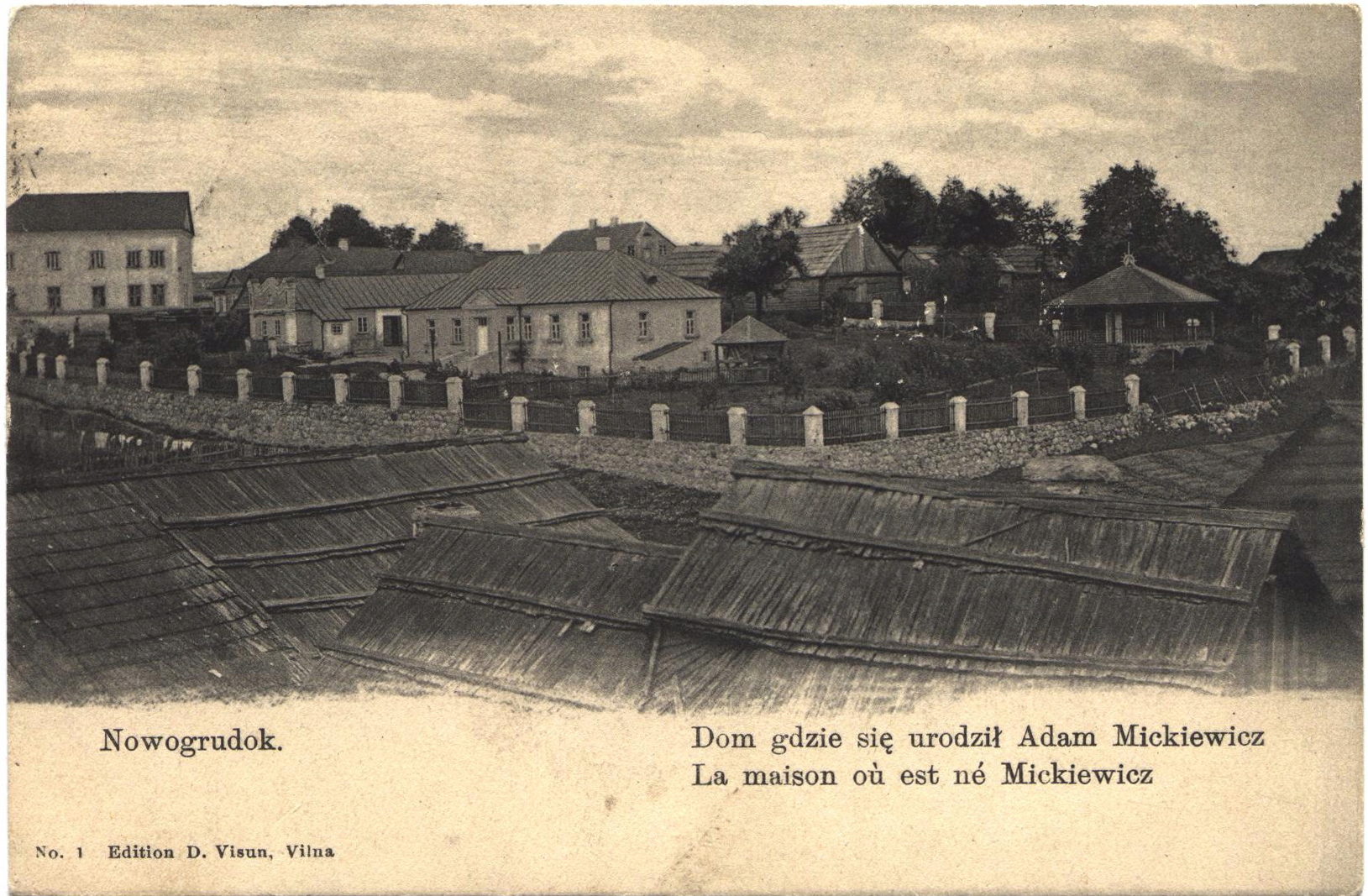
Вид со стороны дома Адама Мицкевича, здание видно слева в углу
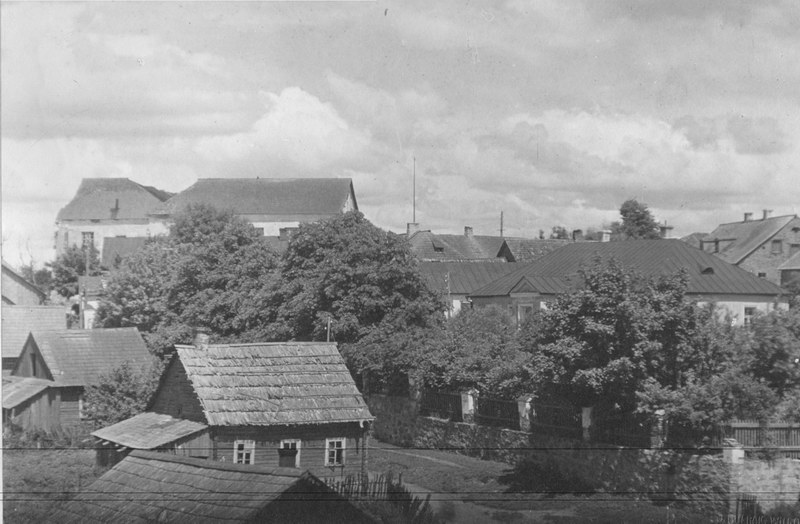
Вид со стороны дома Адама Мицкевича, здание видно слева в углу за деревьями